# Amsterdamalbatross
Amsterdamalbatross (Diomedea amsterdamensis) är en utrotningshotad fågel i familjen albatrosser inom ordningen stormfåglar som enbart förekommer på en enda ö i Indiska oceanen.

## Utseende
Amsterdamalbatrossen är med en kroppslängd på 110 centimeter en mycket stor albatross med brunaktig häckningsdräkt. Den adulta fågeln har nästan helt chokladbrun ovansida med vitt ansikte och strupe. Undertill är den vit på buken men brun på undre stjärttäckare och i ett brett band över bröstet. Undersidan av vingen är vit med mörk spets.
Jämfört med vandringsalbatrossen är den mörka framkanten av vingens undersida möjligen bredare. Karakteristiskt och artunikt är färgen på näbben: rosa men med mörk spets och bettsidor. Ungfågeln är mycket lik en ung vandringsalbatross.

## Utbredning och systematik
Fågeln häckar enbart på Amsterdamön i Indiska oceanen, där endast på Plateau des Tourbières. Adulta fåglar har utanför häckningstid spårats via satellit från östra Sydafrikas kust till södra delen av västra Australien, där den även setts, liksom i Nya Zeeland. I juli 2013 fotograferades en fågel utanför Västra Kapprovinsen, det första bekräftade fyndet i Sydafrika.

### Artstatus
Amsterdamalbatrossen kategoriserades tidigare ofta som en underart till vandringsalbatross (D. exulans), men bland annat DNA-studier har lett till att den alltmer urskiljs som egen art.

## Levnadssätt
Amsterdamalbatrossen häckar enbart vartannat år, då enbart på Amsterdamöns centralplatå vid 500–600 meters höjd. Paren håller ihop för livet och börjar häcka i februari. Äggläggning sker oftast från slutet av februari till mars och ungarna är flygga i januari-februari året därpå. Ungfåglar återvänder till häckningskolonin när de är fyra till sju år gamla men börjar inte häcka förrän vid nio års ålder.
Fågelns föda är okänd i detalj men består troligen av fisk, bläckfisk och skaldjur. Under häckningstid kan den födosöka upp till 220 mil bort.

## Status
Amsterdamalbatrossen är mycket fåtalig med en världspopulation på endast uppskattningsvis 170 individer som häckar i ett mycket litet område. Fram till 2018 kategoriserade internationella naturvårdsunionen IUCN arten som akut hotad, men efter data som visar att den ökat i antal på sistone har den nu nedgraderats till kategorin starkt hotad (EN).